# Scordyliodes liturata
Scordyliodes liturata är en fjärilsart som beskrevs av W. Warren 1904. Scordyliodes liturata ingår i släktet Scordyliodes och familjen mätare. Inga underarter finns listade.